# Георгиос Калиергис
Георгиос Калиергис (на гръцки: Γεώργιος Καλλιέργης) е виден византийски зограф от края на XIV век, един от най-добрите представители на Палеологовия ренесанс в областта на църковната живопис.

## Биография
Роден е в Солун, втория по големина град по това време във Византийската империя. Става зограф и изписва в 1315 година берската църква „Възкресение Христово“. Надписът, издълбан на каменна плоча над входа на църквата, споменава името на зографа и гласи:
| „ | Ξένος Ψαλιδάς ναόν ϋ·εοΰ εγείρει αφεοιν ζητών των πολλών εγκλημάτων τής, Αναοτάσεως Χρίστου ονομα ύέμενος Ευφροσύνη σννεβνος τούτον εκπληροΐ. 'Ιστοριογράφος όνομα Καλιέργης τούς καλούς και κοαμίονς ανταδέλφους μου δλης Θετταλίας αριστος ζωγράφος. Πατριαρχική χειρ καθιστά τον ναόν του μεγάλου βασιλέως * Ανδρονίκου Κομνηνον τον Παλαιόλόγον εν ετέι [,ς] ωκγ'. | “ |

Името Калиергис (Καλιέργης, Καλλιέργης или Καλλέργης) се среща на остров Крит, където едноименното семейство участва в съпротивата срещу венецианците. Според видния гръцки археолог Андреас Ксингопулос стенописите в храма са дело на Солунската, а не на Критската художествена школа.
Името на зографа Георгиос Калиергис се среща в документ на Хилендарския манастир от 9 ноември 1322 година, в който се казва, че е от Солун:
| „ | ...τοΰ από τοΰ Θεσσαλονικαίου μεγάλου άλλαγίου κΰρ Μιχαήλ τοΰ Χαμαιδράκοντος, τοΰ ζωγράφου κΰρ Γεωργίου τοΰ Καλλιέργη, τοΰ πρωτομαΐστορος τών οικοδόμων κΰρ Γεωργίου τοΰ Μαρμαρά... | “ |

Творбите на Калиергис се отличават със силна индивидуалност, изразяваща се в стремеж към изразителност на образите, а не към изобразяване на движение или събитие.
Дълго време изследователите смятат, че Георгиос Калиергис е автор на стенописите в берската църква „Свети Власий“, но съвременните изследвания сочат, че стенописите в „Свети Власий“ са дело на местен майстор, повлиян от Георгиос Калиергис.

## Галерия
- Стенописи от „Възкресение Христово“, 1315 г.
- Стенописи в апсидата
- Разпятие
- Успение Богородично
- Възкресение Христово

- Стенописи от „Свети Власий“, 1320 – 1330 г.
- Стенописи в апсидата
- Успение Богородично